# آتشی در اعماق
آتشی در اعماق (انگلیسی: A Fire Upon the Deep) یک رمان علمی–تخیلی از ورنر وینج است که اولین بار در سال ۱۹۹۲ میلادی به چاپ رسید. داستان آن یک اپرای فضایی است که مواردی همچون فراهوش، زیست فرازمینی، فیزیک، جنگ فضایی، عشق، نسل‌کشی و شبکه‌ای ارتباطی همچون یوزنت را در برمی‌گیرد. این کتاب در سال ۱۹۹۳ به‌طور مشترک با رمان کتاب دومزدی نوشته کانی ویلیس، برنده جایزه ادبی هوگو برای بهترین رمان شد.

## داستان
در آینده‌ای بسیار دور، که نژادهای بیگانه بسیاری در کنار هم در کهکشان راه شیری وجود دارند، در دنیایی که سیاره‌ها با شبکه داده‌های بین‌ستاره‌ای به هم متصل‌اند، ناگهان گونه‌ای بدافزار باستانی (و بسیار قدرتمندتر از گونه‌های پیشین) ظاهر شده و ساکنان یک منظومه را نابود می‌کند. تنها یک سفینه انسان‌ها موفق به فرار می‌شود. این سفینه به‌صورت تصادفی در سیاره‌ای دوردست و زمین‌مانند فرود می‌آید که موجودات هوشمند ساکن آن، همچون سگ ولی با گردن‌های دراز توصیف می‌شوند که به‌صورت جدا نمی‌توانند هوش و درک درستی حتی برای کارهای روزمره‌شان داشته باشند و برای ادامه زندگی می‌بایست در دسته‌های چند تایی بسیار نزدیک هم زندگی کنند و از هم دور نشوند. این گروه‌ها پک نامیده می‌شوند و از طریق فکر با هم ارتباط برقرار می‌کنند به‌طوری که پک‌ها نمی‌توانند به پک‌های دیگر نزدیک شوند چون افکارشان قاطی می‌شود (تنها در مواقع جنگ یا جفت‌گیری نزدیک هم می‌شوند) و هر چه که چشم یک عضو می‌بیند اعضای دیگر نیز می‌بینند و اگر یکی از آنها دچار درد یا بیماری شود بقیه اعضای پک نیز همان درد را حس می‌کنند. این سیاره به تازگی (چند هزارسال پیش) عصر یخبندانش را پشت سر گذاشته و موجودات ساکن آن هنوز به عصر صنعتی‌شدن نرسیده‌اند، سلاح پیشرفته مردمانش تیر و کمان است و در آن خبری از شبکه داده‌ها و یا حتی الکتریسیته نیست.

سفینه در منطقه‌ای دوردست در شمال قاره سیاره فرود می‌آید که در نزدیکی مرکز حکومت فلنسریست‌هاست. جنبشی مخوف که توسط شخصی باهوش با نام فلنسر آغاز شده که با آزمایش‌های متعدد بی‌رحمانه و شکنجه و تغییر دادن اعضای پک‌ها موفق شده نیروهایی با هوش بالاتر و شرطی‌شده برای خدمت بسازد. پس از فرود سفینه و وقتی سرنشینانش بیرون آمده‌اند مورد حمله نیروهای ارتش فلنسر قرار می‌گیرند. هر دو انسان بالغ سفینه کشته می‌شوند و پسر خردسالشان به نام جفری به‌دست فلنسریست‌ها اسیر می‌شود ولی جوآنا، خواهر بزرگترش را جاسوس‌ها نجات می‌دهند و به سرزمین‌های جنوبی‌تر می‌برند. ماه‌ها بعد، پیام خودکار کمک سفینه، هزاران سال نوری دورتر به سیاره‌ای که تحت حمله بدافزار قرار گرفته می‌رسد و آنها در آخرین لحظه سفینه‌ای را برای کمک می‌فرستند.

داستان درباره خواهر و برادری است که در سیاره گیر کرده‌اند و هر کدام بدون اطلاع از زنده بودن دیگری به یکی از طرفین نبرد در توسعه تکنولوژی‌های جدید (باروت و توپ و رادیو) کمک می‌کنند و نیز سفینه‌ای که از میان هزاران سال نوری برای کمک به آنها می‌آید به امید اینکه شاید این سفینه گرفتار در سیاره، پیش از فرار، توانسته باشد اطلاعاتی درباره بدافزار و روش مقابله با آن گرد آورده باشد.